# Câmpulung
Câmpulung (Hosszúmező en húngaro, Langenau en alemán), también conocido como Câmpulung Muscel es un municipio de Rumania en el distrito (județ) de Argeș. El municipio se compone por la ciudad Câmpulung y Valea Rumâneștilor.

## Geografía
El municipio se encuentra en el noreste, en la depresión del mismo nobre a una altitud de 589 m s. n. m. en la falda de los montes Iezer y a las orillas del rio Târgului. Por la ciudad pasa la carretera nacional DN73 que une Pitești y Brașov, hallandose a 52 km y 84 km respectivamente. También en esta ciudad, se hallan las carreteras DJ737, que va hacia Mioarele y Boteni al sureste; carretera DJ734 que lleva hacia Lerești, en el norte; y la DJ732C que lleva hacia Bughea de Jos, Godeni y Schitu Golești. En cuanto a líneas ferroviarias podemos encontrar las estaciones de Câmpulung y Parc Krețulescu, de donde salen trenes hacia Golești, donde se une con la línea Bucarest-Pitești La ciudad esta a 166 km de la capital, Bucarest.

## Historia
Desde la Edad Media hasta 1822, el magistrado de la ciudad era elegido en la Iglesia Bărăția en el tercer domingo después de la pascua católica. Durante el reinado de Șerban Cantacuzino (1678-1688), los magistrados de la ciudad fueron impulsados a convertirse a la religión ortodoxa.
A finales del siglo XIX, Câmpulung se convierte en municipio urbano y capital del distrito (județ) Muscel, teniendo en esos momentos una población de 11 244 personas. Sus calles principales eran Negru Vodă, Râului, Matei Basarab y Gruiului. Estas calles iban paralelas al centro de la ciudad y estaban adoquinadas. Había tres plazas (Sfântul Ilie, Scheiul și a Județelor) de las cuales Sfântul Ilie era la principal. Se encontraba situada cerca de la iglesia del mismo nombre. En ella, se celebraba un mercadillo semanal y un gran mercadillo anual entre el 17 y 28 de julio, cerca de la festividad de Sfântul Ilie. La ciudad contenía colegios de chicos y chicas, un colegio normal, hospital, servicio de correo y el museo „Negru Vodă”. En aquellos tiempos había 19 iglesias, entre las que se encontraban mănăstirea Câmpulung.
En 1950, con la abolición de los distritos, la ciudad se convierte en ciudad raional, siendo capital del raion Muscel de la region Argeș. En 1968 con la reforma administrativa, la ciudad deja de ser capital del raion Muscel y pasa a ser una ciudad del distrito Argeș.
En 1994, pasa a ser un municipio del mismo distrito.

## Demografía
Según el censo de 2011, la ciudad cuenta con una población de 31.767, disminuyendo en comparación al censo de 2002, cuando contaba con 38.209 habitantes. La mayor parte de la población se compone por rumanos (91.99%), con una minoría romaní (1.79%) y un 6.03% de etnia desconocida. Desde el punto de vista religioso,  el 90.41% se identifican como ortodoxos y cuentan con una minoría evangélica del 1.06%. Para el 6.06% restante, la religión es desconocida.
| 1912   | 1930   | 1948   | 1956   | 1966   | 1977   | 1992   | 2002   | 2011   |
| ------ | ------ | ------ | ------ | ------ | ------ | ------ | ------ | ------ |
| 16 090 | 13 868 | 18 174 | 18 880 | 24 877 | 31 533 | 44 125 | 38 209 | 31 767 |

## Centros educativos
- Colegios publicos:
  - Școala Generală Nr. 1 Oprea D. Iorgulescu
  - Școala Gimnazială C. D. Aricescu (anteriormente Școală Generală Nr. 2)
  - Școala Generală Nr. 3 Nanu Muscel
  - Școala Generală Nr. 4 ( Structură Sc. Gim. C.D. Aricescu)
  - Școala Gimnazială Nr. 7 Theodor Aman
  - Scoala Generala Nr. 5 (cerrado)
  - Scoala Generala Nr. 6 (cerrado)
- Colegios privados:
  - Scoala "Sfântul Iacob"
- Institutos:
  - Colegiul Național „Dinicu Golescu”
  - Colegiul Pedagogic "Carol I"
  - Colegiul Tehnic Câmpulung
  - Liceul Tehnologic Auto Câmpulung
  - Liceul Național de Atletism
  - Liceul Teoretic "Dan Barbilian"
  - Seminarul Teologic Liceal Ortodox
- Universidades:
  - Universitatea "Spiru Haret" (Facultad de Finanzas y contabilidad)
- Colegios especializados:
  - Școala de Muzică și Arte Plastice
  - Centrul Școlar de Educație Incluzivă  "Sfântul Nicolae"
- Centros para personas discapacitadas:
  - Centrul Școlar Special
  - Casa de Copii Școlari Nr. 1 (Chicos)

## Gobierno
El gobierno de Câmpulung se compone por un alcalde y 19 concejales. El alcalde actual es Ioan Liviu Țâroiu, miembro del PSD (Partidul Social Democrat), siendo elegido en 2016. El gobierno se distribuye de la siguiente forma:
| Partido                                             | Nº Concejales |
| --------------------------------------------------- | ------------- |
| PSD (Partidul Social Democrat)                      | 10            |
| PNL (Partidul Național Liberal)                     | 6             |
| ALDE (Partidul Alianța Liberalilor și Democraților) | 2             |
| Partidul pentru Argeș și Muscel                     | 1             |

El municipio se encuentra dividido en 15 barrios:
- Apa Sărată
- Calea Pietroasă
- Centru
- Crețișoara
- Flămânda
- Grui
- Mărcuși
- Pescăreasa
- Piață
- Schei
- Șubești-Olari
- Tabaci
- Valea Bărbușii
- Valea Româneștilor
- Vișoi